# George Webb
George Augustus Webb (9. juni 1911 – 30. december 1998) var en engelsk skuespiller, bedst kendt for sin rolle som Hyacinth Buckets Far i tv-serien Fint skal det være. Hans egentlige linjer var begrænset til nogle få absurd udbrud, afbrudt af lejlighedsvise klarhed.
Han medvirkede også sammen med Rowan Atkinson i en episode af Mr. Bean